# Рясиченко Іван Іванович
Іва́н Іва́нович Рясиче́нко (1891 , Чигирин, Київська губернія  — невідомо ) — український радянський і партійний діяч, голова Станіславського облвиконкому. Депутат Верховної Ради Української РСР 1-го скликання (з 1940 року).

## Біографія
Народився 1891 року в бідній родині вантажника Одеського порту та сільської наймички в місті Чигирин, тепер Черкаської області. У 1907 році помер батько.
Трудову діяльність розпочав у 1907 році наймитом у чигиринських заможних господарів. У 1908 році переїхав до Одеси, де працював матросом на кораблі «Бештау».
З 1917 року служив у Червоній гвардії в Одесі. З 1922 року працював у органах постачання Червоної армії. Потім завідував кооперативом профспілки «Трудівник». Пізніше служив матросом на теплоході «Інженер Наумов» у місті Миколаєві, був головою профспілкового комітету цього теплоходу.
З 1929 року — завідувач міжнародного інтернаціонального клубу моряків у місті Миколаєві.
Член ВКП(б) з 1931 року.
У 1931—1936 роках — член президії Миколаївського портового комітету профспілки; заступник голови Миколаївської міської ради Одеської області.
У 1936—1937 роках — голова виконавчого комітету Тишківської районної ради депутатів трудящих Одеської області.
У 1937—1939 роках — директор Варварівської машинно-тракторної станції Миколаївської області.
У листопаді 1939 — лютому 1940 р. — голова виконавчого комітету Сарненської повітової ради депутатів трудящих на Рівненщині. У лютому — серпні 1940 р. — голова виконавчого комітету Сарненської районної ради депутатів трудящих Ровенської області.
У серпні 1940 — липні 1941 року — заступник голови виконавчого комітету Ровенської обласної ради депутатів трудящих.
Під час німецько-радянської війни перебував у Червоній армії.
У серпні 1944 — лютому 1945 року — заступник голови виконавчого комітету Ровенської обласної ради депутатів трудящих.
У лютому 1945 — травні 1946 року — голова виконавчого комітету Станіславської обласної ради депутатів трудящих.
З травня 1946 по липень 1952 року — заступник голови виконавчого комітету Станіславської обласної ради депутатів трудящих.
З 1954 року — завідувач відділу соціального забезпечення виконавчого комітету Черкаської обласної ради депутатів трудящих.

## Нагороди
- орден Трудового Червоного Прапора (23.01.1948)